# Číselná struktura
Číselná struktura je v matematice algebraická struktura, jejímž nosičem je číselná množina. Na takové množině pak jsou určitým způsobem definovány příslušné matematické relace a operace. Číselné struktury se tvoří od nejjednodušších ke složitějším, jednodušší struktury jsou rozšiřovány na ty složitější.
{\displaystyle \mathbb {N} \rightarrow \mathbb {Z} \rightarrow \mathbb {Q} \rightarrow \mathbb {R} \rightarrow \mathbb {C} \rightarrow \ldots }

## Konstrukce
Při konstrukci struktur je postup obvykle následující: nejprve je sestrojen nosič struktury (číselná množina), poté příslušné relace a operace a nakonec je určen způsob, jakým se do nové struktury zobrazí struktury jednodušší.

### Přirozená čísla
Přirozená čísla jsou nejjednodušší číselnou strukturou a základem konstrukce těch složitějších. Nosičem je množina přirozených čísel označující počty objektů. Výsledná struktura je uzavřená na operaci sčítání a násobení, není uzavřená na operaci odčítání a dělení. Prvky struktury lze jednoznačně porovnávat – o libovolných dvou prvcích lze říct, který je menší (<). Lze také jednoznačně říct, který prvek je následovníkem (x') druhého.
Přirozená čísla se obvykle definují prostřednictvím Peanových axiomů, lze je však určit (snad lépe) i následovně:
- {\displaystyle (\forall x)x=x}
- {\displaystyle (\forall x,y)x=y\Leftrightarrow y=x}
- {\displaystyle (\forall x,y,z)x=y\land y=z\Rightarrow x=z}
- {\displaystyle (\forall x\exists !y)y=x'}
- {\displaystyle (\forall x,y\exists !z)z=x+y}
- {\displaystyle (\forall x,y\exists !z)z=x\cdot y}
- {\displaystyle (\forall x,y)x=y\Leftrightarrow x'=y'}
- {\displaystyle (\forall p,q,x,y)x=y\land p=q\Leftrightarrow x+p=y+q}
- {\displaystyle (\forall p,q,x,y)x=y\land p=q\Leftrightarrow x\cdot p=y\cdot q}
- {\displaystyle (\exists x\forall y)y'\not =x}
- {\displaystyle (\forall x,y)x'=y'\Rightarrow x=y}
- {\displaystyle (\forall x)x+0=x}
- {\displaystyle (\forall x)x\cdot 0=0}
- {\displaystyle (\forall x,y)x+y'=(x+y)'}
- {\displaystyle (\forall x,y)x\cdot y'=(x\cdot y)+x}
- Nechť {\displaystyle \phi (x)} je formule s právě jednou volnou proměnnou {\displaystyle x}. Pak {\displaystyle \phi (0)\land (\forall x)(\phi (x)\Rightarrow \phi (x'))\Rightarrow (\forall x)\phi (x)} je axiom.

### Celá čísla
Celá čísla jsou číselná struktura, ve které je (oproti číslům přirozeným) neomezeně proveditelné také odčítání. Konstrukce vychází z toho, že každé celé číslo lze vyjádřit jako rozdíl přirozených čísel.
- Nosičem struktury je množina všech uspořádaných dvojic přirozených čísel: {\displaystyle \mathbb {N} \times \mathbb {N} }
- Ekvivalence: {\displaystyle [x,y]\approx [u,v]\Leftrightarrow x+v=y+u}
- Rozklad na třídy ekvivalence T: {\displaystyle \mathbb {Z} =\mathbb {N} \times \mathbb {N} /\approx }
- Sčítání: {\displaystyle T[x,y]+T[u,v]=T[x+u,y+v]}
- Násobení: {\displaystyle T[x,y]\cdot T[u,v]=T[xu+yv,xv+yu]}
- Obrazem přirozených čísel v nové struktuře jsou čísla ve tvaru: {\displaystyle T[x,0]}, kde {\displaystyle x} je přirozené číslo
- {\displaystyle T[x,y]=x-y}

### Racionální čísla
Racionální čísla jsou číselná struktura, ve které je (oproti číslům celým) neomezeně proveditelné také dělení. Konstrukce vychází z toho, že každé racionální číslo lze vyjádřit jako podíl celého čísla a přirozeného čísla (ne nuly).
- Nosičem struktury je množina všech uspořádaných dvojic celých čísel: {\displaystyle \mathbb {Z} \times \mathbb {N} ^{+}}
- Ekvivalence: {\displaystyle {\frac {x}{y}}\approx {\frac {u}{v}}\Leftrightarrow xv=yu}
- Rozklad na třídy ekvivalence T: {\displaystyle \mathbb {Q} =\mathbb {Z} \times \mathbb {N} ^{+}/\approx }
- Sčítání: {\displaystyle T{\frac {x}{y}}+T{\frac {u}{v}}=T{\frac {xv+yu}{yv}}}
- Násobení: {\displaystyle T{\frac {x}{y}}\cdot T{\frac {u}{v}}=T{\frac {xu}{yv}}}
- Obrazem celých čísel v nové struktuře jsou čísla ve tvaru: {\displaystyle T{\frac {x}{1}}}, kde {\displaystyle x} je celé číslo

### Reálná čísla
Reálná čísla se obvykle konstruují z racionálních čísel pomocí Dedekindových řezů.

### Komplexní čísla
Komplexní čísla jsou množinou, ve které je řešitelná rovnice {\displaystyle x^{2}+1=0} a to tak, že {\displaystyle x={\sqrt {-1}}=i}.
- Nosičem struktury je množina všech uspořádaných dvojic reálných čísel: {\displaystyle \mathbb {R} \times \mathbb {R} }
- Ekvivalence: {\displaystyle [x,y]=[u,v]\Leftrightarrow x=u\land y=v}
- Sčítání: {\displaystyle [x,y]+[u,v]=[x+u,y+v]}
- Násobení: {\displaystyle [x,y]\cdot [u,v]=[xu-yv,xv+yu]}